# Димитрій Кідоніс
Димитрій Кідоніс (грец. Δημήτριος Κυδώνης) (*1324 — 1398) — війзантійський державний діяч, богослов, письменник, перекладач.

## Життєпис
Походив зі знатної та заможної родини. Його батько виконував дипломатичні доручення за часів імператора Андроніка III. Народився 1324 року в Фессалоніках. Учень богослова Ніла Кавасили, прихильника Григорія Палами. Також самостійно вивчив латину. Під час навчання затоваришував з аристократом Іоанном Кантакузиним. 
1347 року внаслідок повстання зилотів у Фессалоніці його родина втратила більшість статків. За цим приєднався до ворога зилотів — імператора Іоанна VI Кантакузіна, який зробив його месадзоном (фактичним очільником уряду). Нам цій посаді залишався до повалення Кантакузина в 1354 року.
Після цього рушив до Італії, де вивчав праці провідних середньовічних філософів-теологів і зробив грецькі переклади основних творів античних письменників. Близько 1357 року прийняв католицтво. 1361 року під час епідемії чуми в Константинополі загинула його мати, брат та 2 сестри.
Політична кар'єра Димитрія Кідоніса 1369 року поновилася, коли імператор Іоанн V Палеолог відкликав його до Константинополя, де призначив Кідоніса месазоном. Активно підтримував церковну та зовнішню політику Іоанна V, спрямовану на союз з папством, оскільки дотримувався думки, що для опору Османській державі необхідно укласти союз з правителями Західної Європи через посередництво Папського престолу. Разом з тим сприяв замиренню імператора з колишнім патріархом Філофеєм Коккіносом та відновленню того на чолі Константинопольського патріархату.
1369 року разом з імператором рушив до Риму, де 18 жовтня підтримав уніатське сповідання віри, здійснене Іоанном V перед папою римським Урбаном V. Але спроби отримати від останнього політичну допомогу в організації походу проти османів обмежилися загальними обіцянками.
У 1383 року пішов у відставку. Очолив групу візантійських інтелектуалів, які прагнули пропагувати уніатство, що розділяли його пролатинські та томісські симпатії. У 1390 році вирушив до Венеції. 1391 року відкликаний до Константинополя своїм колишнім учнем — тепер імператором Мануїлом II Палеологів, який втретє призначив Кідоніса на посаду месадзона.
У 1396 році ворожість до його католицизму змусила його відійти від справи та перебратися на Крит, що на той час належав венеційцям. За деякими відомостями перед смертю 1398 року знову повернувся до православ'я. Помер на острові Крит.

## Творчість
Автор творів, що полемізують із богослов'ям Григорія Палами. Переклав на грецьку твори Августина, Томи Аквінського («Сума теології» тощо), Ансельма Кентерберійського, а також «Спростування Корану» Рікольдо де Монте Кроче. Високо шанував твори Платона. Був послідовником томізму.
Його епістолярна спадщина (понад 450 листів) містить філософські міркування, численні алюзії на античних філософів. Його «Апологія» — одна з найкращих візантійських автобіографій. Серед італійських гуманістів, з якими він листувався, — Франческо Гаттелузі, Поджо Браччоліні, Бартоломео де Монтепульчано, Агапіто Ченчі. Був одним із перших, від кого італійські гуманісти отримували відомості про візантійську та давньогрецьку літературу.